# Sidiki Boubakari
Sidiki Boubakari, né vers 1912 à Bobo-Dioulasso en Haute-Volta, exécuté le 23 octobre 1942 à Dakar, est un résistant français. 
Cordonnier de métier, il est agent de liaison dans un réseau de résistance en Afrique occidentale française. Il transmet les messages de la Résistance, et sabote une ligne téléphonique. Arrêté, il est condamné à mort et exécuté par les militaires vichystes. Il est Compagnon de la Libération à titre posthume.

## Biographie
Sidiki Boubakari est né vers 1911 ou vers 1912 à Bobo-Dioulasso, dans la colonie française de Haute-Volta (actuel Burkina Faso), en Afrique occidentale française. Il est de nationalité française.

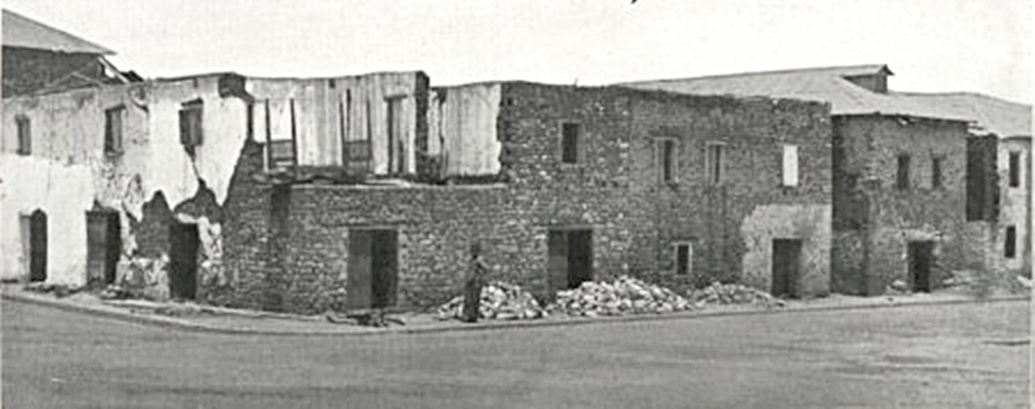
Accra vers 1930.

Il quitte en 1935 avec sa mère la Côte-d'Ivoire à laquelle a été rattachée la Haute-Volta, et s'installe dans la ville d'Accra, capitale de la colonie britannique de la Côte-de-l'Or (en anglais « Gold Coast », actuel Ghana). Après la mort de sa mère en 1938, Sidi Boubaraki reste en Côte-de-l'Or, et travaille dans les mines d'or, comme manœuvre. Il est ensuite cordonnier et habite à Bossie, toujours dans la Côte-de-l'Or,.

### Résistance

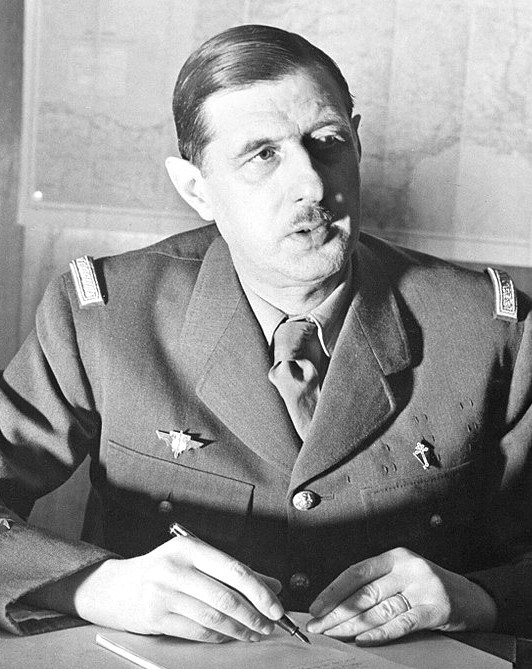
Boubakari choisit de résister, selon l'appel du général de Gaulle.

Après l'appel du 18 Juin et la formation de la France libre, l'Afrique occidentale française choisit de rester loyaliste, dans le camp du régime de Vichy. Sidiki Boubakari décide au contraire d'entrer dans la Résistance, et rejoint un réseau de résistance de la France libre. Le réseau qu'il rejoint est surtout un réseau de renseignement.
Agent de liaison et courrier dans son réseau de résistance et de renseignement, Boubakari transporte en Côte-d'Ivoire des courriers venant d'agents gaullistes situés en Côte de l'Or. Il transmet ainsi les courriers de mai à juillet 1941. 
Il effectue également des sabotages ponctuels. Dans le district de Léo, il coupe le 18 octobre 1941 la ligne téléphonique de Ousséa à Léo, à 28 km d'Ousséa, près du village de Bearea,.

### Arrestation et exécution
Sidiki Boubakari est arrêté par un garde-frontière le 30 novembre 1941 à Ousséa. Il est alors emprisonné à Bobo-Dioulasso, d'abord dans la prison civile puis dans une prison mixte.
Il est jugé par le tribunal militaire français de Dakar, l'AOF étant encore fidèle au régime de Vichy. Boubakari est condamné à mort pour trahison le 12 mai 1942,.
Il est exécuté cinq mois plus tard, fusillé le 23 octobre 1942, à Dakar où il est enterré,.
Sidiki Boubakari est fait compagnon de la Libération à titre posthume, par décret du 14 novembre 1944. Trois autres fusillés en AOF sont également distingués par le même décret.
Il n'existe pas de portrait connu représentant Boubakari. L'ordre de la Libération a lancé un appel pour trouver sa photographie et celle de dix-huit autres compagnons « sans visage »,.
L'historienne Frédérique Neau-Dufour parle de Sidiki Boubakari pour montrer que de Gaulle ne faisait pas d'exception de race et que Boubakari était certainement « plus français dans l'âme » qu'un Pierre Laval.

## Décorations

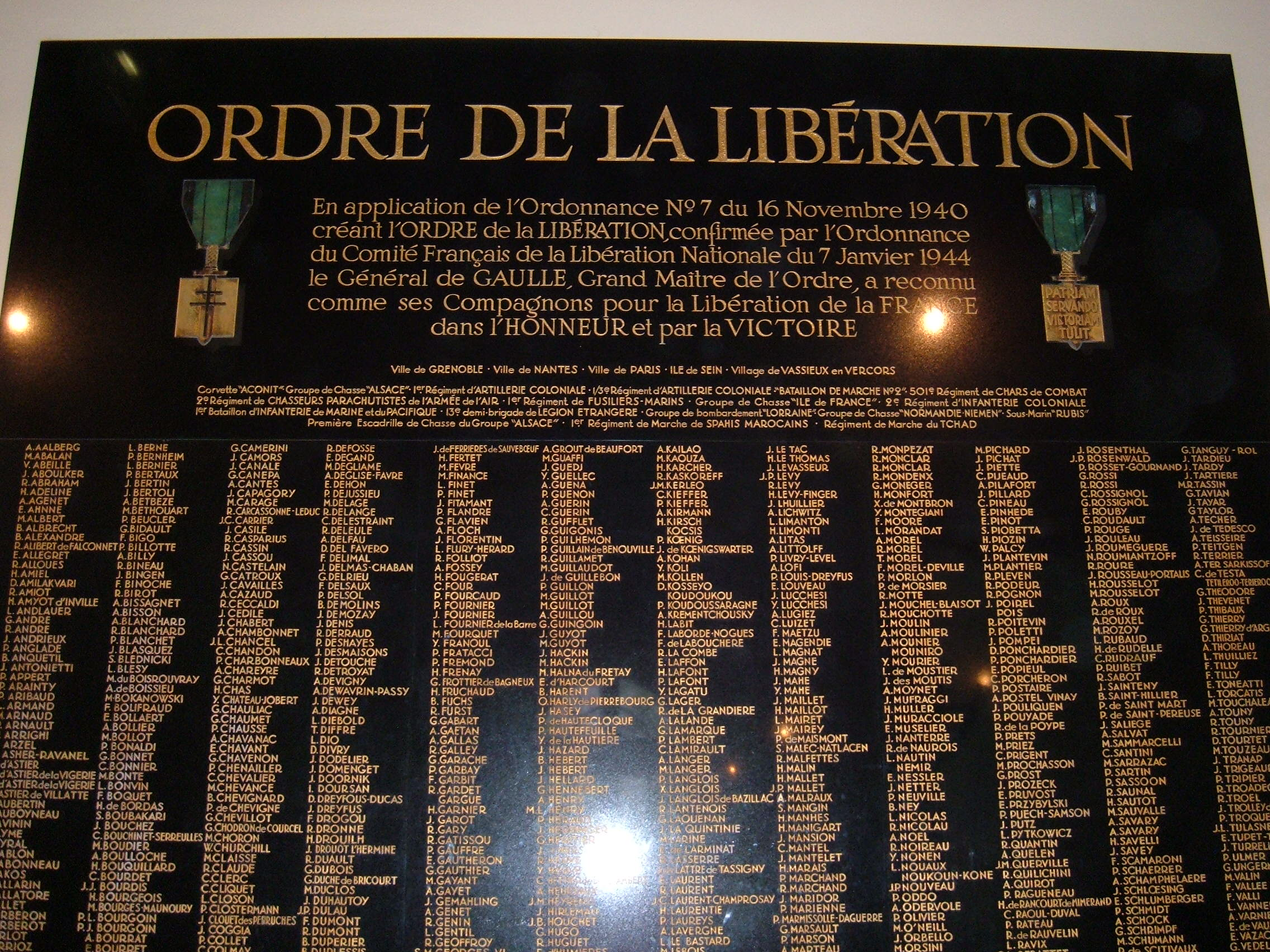
« » à la lettre B sur la plaque en hommage aux Compagnons, musée de l'Armée, Paris.

- Compagnon de la Libération, par décret du 14 novembre 1944.